# KF2
La KF2, est une catégorie de course de karting pour les meilleurs pilotes âgés de 14 ans et plus.
Cette catégorie s'appelait autrefois Intercontinental A (ICA) et a changé depuis janvier 2007 lorsque la CIK-FIA a décidé de remplacer les moteurs deux temps refroidis par eau de 100 cm³ par des moteurs deux temps « Touch-and-Go » (TaG) de 125 cm3 refroidis par eau. moteurs à course (type KF). Les moteurs produisent 34 à 36 ch (25 à 27 kW). Les karts de catégorie KF2 utilisent des freins avant à commande manuelle via un levier. Le châssis doit être approuvé par la CIK-FIA. Le poids minimum avec pilote est de 160 kg pour les épreuves nationales et de 158 kg pour les épreuves internationales.
Les karts sont équipés d'un démarreur électrique et d'un embrayage centrifuge. Le régime moteur est limité à 15 000 tr/min. C'est l'une des catégories de kart les plus élevées. Elle est présente dans les championnats nationaux et continentaux, les plus prestigieux étant le championnat d'Europe et la Coupe du monde.
En 2010, les karts de la catégorie KF2 ont été mandatés dans le Championnat du monde de karting.
En 2016 la catégorie a été renommée « OK », représentant la nouvelle catégorie « Original Kart ». Les nouveaux karts avaient vu une grande partie de l'électronique enlevée et devaient être poussés pour démarrer.

## Catégories de courses de karting
- KF1, le top niveau du karting
- KF3, la série pour débuter avant d’accéder aux séries KF2 et KF1
- KZ1, la catégorie de karting KZ la plus rapide
- KZ2, la deuxième catégorie de karting KZ la plus rapide
- Superkart